# 1553 en philosophie
Chronologie de la philosophie
- 1549
- 1550
- 1551
- 1552
- 1553
- 1554
- 1555
- 1556
- 1557

L’année 1553 a été marquée, en philosophie, par les événements suivants :

## Publications
- Domingo de Soto : « An liceat civitates infidelium », (Salamanque, 1553).